# 614년

## 연호
- 수(隋) 대업(大業) 10년
- 신라(新羅) 건복(建福) 31년

## 기년
- 수(隋) 양제(煬帝) 10년
- 신라(新羅) 진평왕(眞平王) 36년
- 고구려(高句麗) 영양왕(嬰陽王) 25년
- 백제(百濟) 무왕(武王) 15년

## 사건
- 신라에서 현재의 구미시를 이루고 있는 사벌주(沙伐州)가 폐지되고 ‘일선주’(一善州)가 설치되자 군주(軍主)를 두면서‘일선’이라는 이름이 주로 사용되기 시작하다.[1]
- 사산조 페르시아의 장군 샤흐르바라즈가 동로마 제국의 예루살렘을 점령하고 주민을 학살하다.

## 탄생
당나라 초기의 장수인 설인귀가 출생하다.

## 사망
- 신라(新羅)의 왕비(王妃) 사도왕후(思道王后)